# MTV Video Music Award de la meilleure vidéo féminine

Logo des MTV VMA’s

Cet award est décerné à l'artiste féminine qui a la meilleure vidéo de l'année.
Voici la liste des gagnantes dans cette catégorie aux MTV VMA's de 1984 à 2016.
| Année | Artiste                      | Vidéo                            |
| ----- | ---------------------------- | -------------------------------- |
| 1984  | Cyndi Lauper                 | Girls Just Want to Have Fun      |
| 1985  | Tina Turner                  | What's Love Got to Do with It?   |
| 1986  | Whitney Houston              | How Will I Know                  |
| 1987  | Madonna                      | Papa Don't Preach                |
| 1988  | Suzanne Vega                 | Luka                             |
| 1989  | Paula Abdul                  | Straight Up                      |
| 1990  | Sinéad O'Connor              | Nothing Compares 2 U             |
| 1991  | Janet Jackson                | Love Will Never Do (Without You) |
| 1992  | Annie Lennox                 | Why (en)                         |
| 1993  | k.d. lang                    | Constant Craving                 |
| 1994  | Janet Jackson                | If                               |
| 1995  | Madonna                      | Take a Bow                       |
| 1996  | Alanis Morissette            | Ironic                           |
| 1997  | Jewel                        | You Were Meant for Me            |
| 1998  | Madonna                      | Ray of Light                     |
| 1999  | Lauryn Hill                  | Doo Wop (That Thing)             |
| 2000  | Aaliyah                      | Try Again                        |
| 2001  | Eve featuring Gwen Stefani   | Let Me Blow Ya Mind              |
| 2002  | P!nk                         | Get The Party Started            |
| 2003  | Beyoncé featuring Jay-Z      | Crazy in Love                    |
| 2004  | Beyoncé                      | Naughty Girl                     |
| 2005  | Kelly Clarkson               | Since U Been Gone                |
| 2006  | Kelly Clarkson               | Because of You                   |
| 2008  | Britney Spears               | Piece of Me                      |
| 2009  | Taylor Swift                 | You Belong with Me               |
| 2010  | Lady Gaga                    | Bad Romance                      |
| 2011  | Lady Gaga                    | Born This Way                    |
| 2012  | Nicki Minaj                  | Starships                        |
| 2013  | Taylor Swift                 | I Knew You Were Trouble          |
| 2014  | Katy Perry featuring Juicy J | Dark Horse                       |
| 2015  | Taylor Swift                 | Blank Space                      |
| 2016  | Beyoncé                      | Hold Up                          |